# Општина Шармашаг (Салаж)
Шармашаг (рум. Şărmăşag) општина је у Румунији у округу Салаж.
Oпштина се налази на надморској висини од 169 m.